# Стрела времени (роман Бердника)
«Стрела времени» — роман украинского писателя-фантаста Олеся (Александра) Бердника, впервые изданный в 1960 году. Роман публиковался в переводе на русский язык в 2017 году (автор перевода — Н. Теракотин).

## Сюжет
Двое землян, студент Василий Горовой и профессор Дижа, прозванный «консервированным моржом» из-за его твердолобости и отстаивания косных теорий, встретили корабль, прибывший из космоса, и отправились с его владельцем на край Вселенной, в те области, где заканчивается цепочка физических галактик и начинаются поля антиматерии. На краю Метагалактики обнаруживается цивилизация, опередившая земную на сто тысяч лет, давно покинувшая родную планету и населившая космическое пространство. Люди достигли автотрофности — они перешли на новую энергетическую систему питания.
Герои возвращаются на Землю, где Василий встречается с Оксаной, с которой 26 лет назад его разлучил прилёт пришельца со звёзд — любовь между Василием и Оксаной тогда только зарождалась.